# Big Yuyo
Big Yuyo es el cuarto álbum de estudio de la banda de reggae argentina Los Pericos, lanzado en 1992. El disco les abrió las puertas de Latinoamérica y es el que marca una nueva etapa en su carrera. Es el primer disco producido por Los Pericos. Tiene temas clásicos de la banda como “Waitin”, “Me Late”, “Hace lo que quieras” o “Eu vi Chegar”. Para algunos es el mejor disco de la banda.

## Grabación
A diferencia de Rab A Dab Stail (1990), el cuarto álbum de Los Pericos estaría repleto de hits y momentos para bailar. Basta con nombrar algunos como “Me Late”, inspirado en el reggae panameño de la época, “Eu Vi Chegar” o “Hacé Lo Que Quieras” para demostrar la importancia y la bisagra que significaría en su historia. Producidos por ellos mismos, la popularidad de este material le abrió las puertas a nuevos mercados en Latinoamérica y los consagraría en su propio país. “Fue un momento de mucha inspiración, mucha fuerza y mucho entusiasmo. Aprendimos de nuestras producciones anteriores y nos decidimos a hacerlo nosotros mismos”, recuerda el guitarrista y compositor Juanchi Baleirón.
Otro de los clásicos del grupo incluidos en Big Yuyo es la relajada “Waitin” que les daría otro salto dentro de la escena del reggae local. Su participación en 1993 en el festival del género más importante del mundo, el Reggae Sunsplash, realizado en Jamaica, terminó de consagrarlos y encumbrarlos como principales referentes del reggae en español de aquella época.
Por mucho tiempo se creyó que el nombre del álbum fue en honor al hacker argentino, oriundo de Concepción del Uruguay , Raul "Yuyo" Barragán, pero fue desmentido. Sin embargo, la banda y "Yuyo" estuvieron relacionados tiempo después cuando este le consiguió pasajes a Jamaica para un concierto.

## Lista de canciones
| N.º | Título                | Escritor(es)                               | Duración |  |
| 1.  | «Mi resistencia»      | Letra: Nando Boom / Música: Bob Andy       | 3:29     |  |
| 2.  | «Hacé lo que quieras» | Letra: Los Pericos / Música: Toots Hibbert | 2:13     |  |
| 3.  | «Sano y salvo»        | Fernando Hortal · Diego Blanco             | 3:58     |  |
| 4.  | «Jamaica Blood»       | Juanchi Baleirón                           | 3:18     |  |
| 5.  | «Eso es real»         | Hortal · Baleirón · Bonetto · Valentinis   | 4:19     |  |
| 6.  | «Me late»             | Fernando Hortal · Diego Blanco             | 3:30     |  |
| 7.  | «Big Yuyo»            | Gastón Gonçalves · Juanchi Baleirón        | 3:40     |  |
| 8.  | «Bajo el mismo cielo» | Hortal · D. Blanco · Valentinis            | 4:22     |  |
| 9.  | «Eu vi chegar»        | Hortal · Baleirón · D. Blanco · Valentinis | 4:42     |  |
| 10. | «Voy caminando lento» | Fernando Hortal · Juanchi Baleirón         | 2:41     |  |
| 11. | «Waitin'»             | Hortal · Baleirón · Valentinis             | 2:48     |  |
| 12. | «Harlem Shuffle»      | Bob Relf · Earl Nelson                     | 4:24     |  |
| 13. | «Desorden»            | Fernando Hortal · Gastón Gonçalves         | 3:20     |  |
| 14. | «Micro de colores»    | Ariel Raiman · Willy Valentinis            | 6:49     |  |
| 15. | «Mi tiempo»           | Letra: Nando Boom / Música: Bob Andy       | 3:30     |  |

## Músicos
- Bahiano: Voz
- Juanchi: 1.ª.Guitarra
- Topo: Batería
- Willy: 2.ª.Guitarra
- Diego Blanco: Teclados
- Horace: Saxo
- Marcelo Blanco: Percusión
- Gaston Moreira: Bajo

## Músicos invitados
- Bebe Ferreira: Trombón
- Victor Skorupski: Saxo Tenor
- Miguel Ángel Tallarita: Trompeta

## Ficha técnica
- Es una Producción EMI ODEON Argentina.
- Grabado en Estudios Panda.
- Producido Artísticamente por Los Pericos.
- Dirigido por Juanchi Baleirón.
- Ingeniero: Guido Nisenson.
- Asistente: Fabian Bottini.
- Mastering: Mario Breuer.